# Somaliërs
De Somaliërs (Somalisch: Soomaaliyeed, Arabisch: الصوماليون) zijn een etnische groep uit de Hoorn van Afrika. Vrijwel alle Somaliërs spreken het Somalisch, een Koesjitische taal, een taalgroep binnen de Afro-Aziatische taalfamilie en ook het Arabisch. De Somaliërs kennen een uitgebreide clanstructuur.
Er zijn zo'n twintig miljoen etnische Somaliërs. In de landen van oorsprong leven er ruim negen miljoen in Somalië, vier en een half miljoen in Ethiopië, ongeveer 850.000 in Kenia, en zo'n driehonderdduizend in Djibouti. Daarnaast leven er als gevolg van de Somalische Burgeroorlog een onbekend aantal Somaliërs in andere Afrikaanse landen, delen van het Midden-Oosten, in Noord-Amerika en Europa.
Naast dat Somaliërs een etniciteit zijn, wordt de term Somaliërs ook gebruikt voor mensen met de Somalische nationaliteit. In verband met de aanhoudende onstabiele politieke situatie in Somalië, het bestaan van Somaliland en Puntland, en de Somalische vluchtelingenproblematiek is het niet altijd duidelijk wie wel en wie niet de Somalische nationaliteit bezit of zal kunnen bezitten.

## Geschiedenis

### Oorsprong en genetische verwantschap
Als een Koesjitisch sprekend volk behoren de Somaliërs in ruimere zin tot een divers continuüm van de Afro-Aziatische volken, maar zijn het meest verwant aan andere Oost-Koesjitische volken, zoals de Afar, de Oromo, en de Saho.

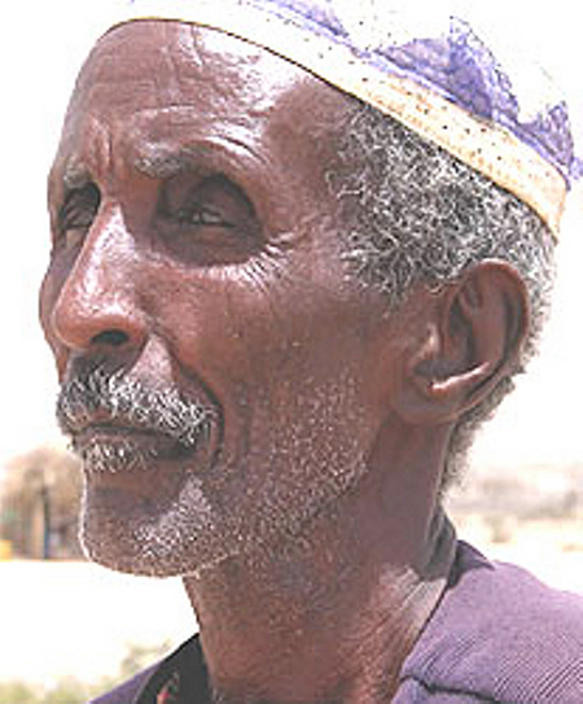
Een Somalische man.

De oorsprong van de Somaliërs is omstreden. Traditioneel gezien claimen veel Somaliërs dat ze afstammen van Arabische stammen. Historici, antropologen, archeologen en taalkundigen zijn het er echter over eens dat de moderne Somaliërs afstammelingen zijn van migranten uit het noordwesten, vanuit het Ethiopisch Hoogland, of dat de oorsprong van de Somaliërs meer in of nabij het huidige woongebied ligt. In ieder geval zijn de oudere, meer traditionele theorieën grotendeels verlaten omdat er steeds meer bewijs is dat de voorouders van de Somaliërs al in het 1e millennium v.Chr. in de Hoorn van Afrika leefden. De voorouders van de Somaliërs hebben zich waarschijnlijk van een vroege Koesjitische groep afgesplitst, waarvan de geografische locatie nog steeds grotendeels speculatief blijft. Men denkt dat deze voorouders, die worden aangeduid als de Sam en die zelf weer onderdeel waren van de Omo-Tana, meer dan tweeduizend jaar geleden in het noorden van het hedendaagse Kenia en het zuiden van het hedendaagse Somalië leefden. Later hebben de Sam zich ontwikkeld tot de Somaal en nog later tot de Somaliërs. De Somaliërs zijn vanaf 850 of later naar het gebied rond Zeila getrokken en vanuit daar hebben ze zich uitgebreid over het huidige Somalië en aangrenzende regio's.
De genetische genealogie, een nieuw hulpmiddel dat gebruikmaakt van de genen van de huidige bevolking om de etnische en geografische oorsprong van een volk te bepalen, heeft ook bijgedragen om de afkomst van de Somaliërs te kunnen bepalen. Volgens een gezaghebbend onderzoek, gepubliceerd in de European Journal of Human Genetics lijken de Somaliërs inheemser te zijn dan men eerder dacht:
De gegevens geven aan dat de mannelijke Somaliërs een tak is van de Oost-Afrikaanse bevolking, nauw verwant aan de Oromo in Ethiopië en het uiterste noorden van Kenia, met E3b1 als overheersende haplogroep. De haplogroep E3b1 manifesteerde zich in de Somaliërs voor het eerst zo'n vier- tot vijfduizend jaar geleden. De mannelijke Somaliërs hebben ongeveer 15% Y-chromosomen uit Eurazië en ongeveer 5% van de Sub-Sahara Afrika.
In het algemeen is men het er over eens dat de meeste bevolkingsbewegingen van mannelijke indringers waren, en dat een inheemse Somalische bevolking, met dezelfde kenmerken als hun buren, zich waarschijnlijk al duizenden jaren geleden gevestigd had. Deze gegevens wijzen op een kleine paternale bijdrage van een genetisch Euroaziatische bevolking. Genetische onderzoeken tonen ook aan dat er geen substantieel genetisch verschil is tussen de Semitische sprekende Amharen en hun Koesjitisch sprekende Somalische buren.
Dit sluit niet uit dat er een veel oudere bevolkingsbeweging vanuit het Arabisch Schiereiland heeft plaatsgevonden. Andere onderzoeken geven hiernaast aan dat er in het algemeen hogere bijdragen zijn geweest van Zuidwest-Aziatische en/of Noord-Afrikaanse bevolkingsgroepen in de Hoorn van Afrika. In het wetenschappelijke boek The History and Geography of Human Genes (1994) valt te lezen dat er een genetische verhouding is van zestig procent Afrikaanse en veertig procent Zuidwest-Aziatische en/of Noord-Afrikaanse kenmerken.
In zijn geheel genomen kan worden geconcludeerd dat de Somaliërs en verwante etnische groepen in de Hoorn van Afrika een opzichzelfstaande regionale groep is.

### Verdere geschiedenis

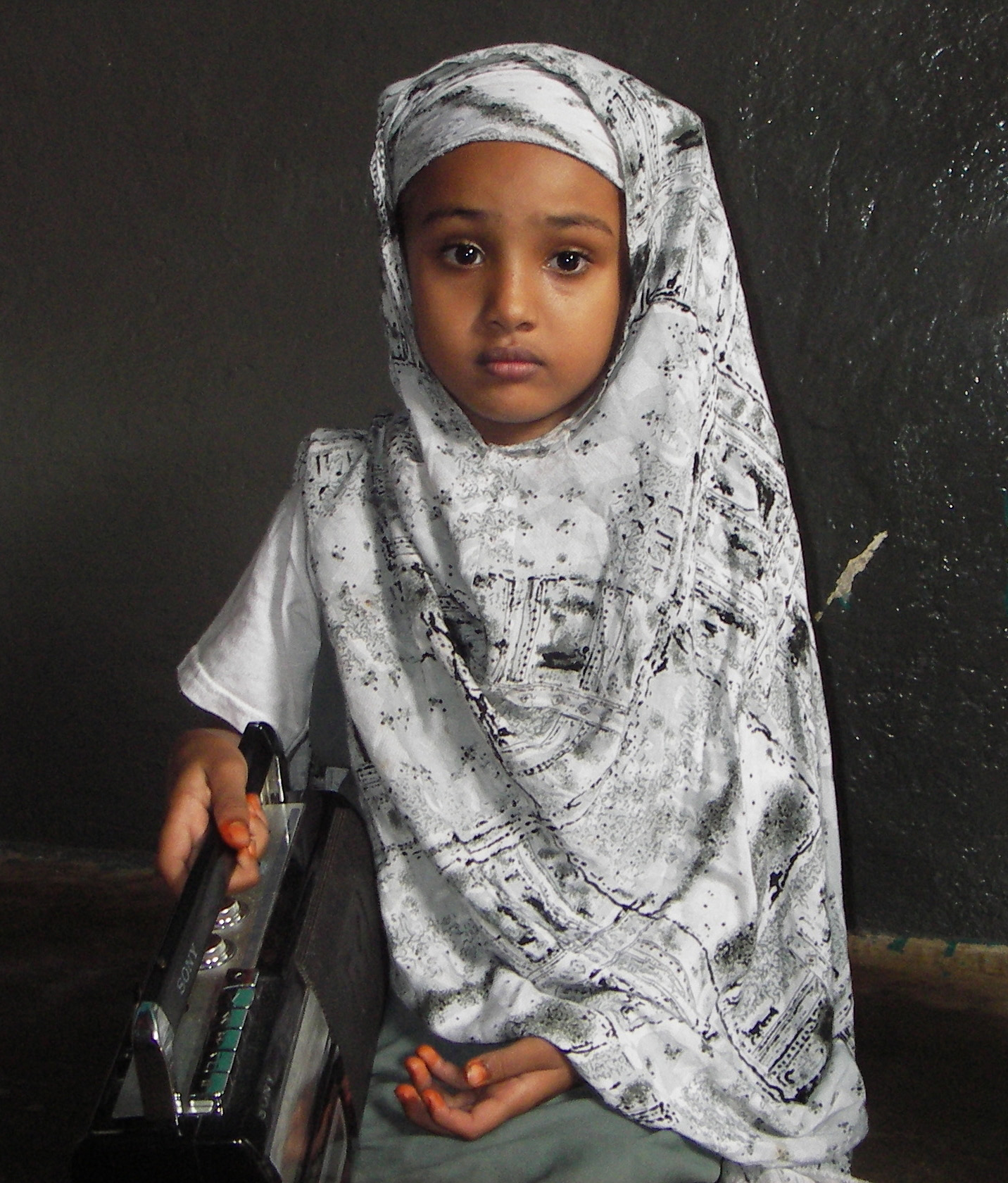
Een Somalisch meisje.

Het contact met Arabische handelaren, die vanaf de zevende eeuw met de Somalische kust begonnen te handelen zorgde ervoor dat de Somaliërs op grote schaal zich tot de islam bekeerden. Onder andere als gevolg hiervan kwamen de Somaliërs van de dertiende tot de zestiende eeuw meerdere keren in oorlog met de naburige christelijke volkeren van Ethiopië. Nadat de Somalische Ajuuraanrijk in de achttiende eeuw was gevallen, gingen de Omanen hun macht over de Somalische kust uitoefenen, als onderdeel van hun handelsnetwerk, die een groot deel van de westkust van de Arabische Zee omvatte; van Oman zelf tot in Zanzibar. Hierdoor werd Somalië een belangrijk handelscentrum. Ondanks dat de Arabieren de macht hadden in de kuststreek, behielden de Somalische stammen in het binnenland zo goed als hun onafhankelijkheid en overvielen regelmatig de kustnederzettingen, totdat de Arabieren in de negentiende eeuw zich begonnen terug te trekken. Italië, Frankrijk en de Britten probeerden Somalië te koloniseren. De Britten waren pas succesvol in het vormen van een protectoraat in het noorden van Somalië, die zij Brits-Somaliland noemde, na de Eerste Wereldoorlog. Na de inzet van gevechtsvliegtuigen waren de Britten in staat om Noord-Somalië te bezetten, het was de eerste keer dat er gevechtsvliegtuigen op het Afrikaanse continent werd ingezet. Italië claimde later de zuidelijke delen van Somalië, die zij Italiaans-Somaliland noemde. Frankrijk koloniseerde tot slot het uiterste noordwesten van de Somalische woongebied onder de naam Frans-Somaliland, nu bekend als Djibouti.
Na decennia van Britse en Italiaanse overheersing, vormde de Somaliërs in 1960 hun eigen onafhankelijke staat. Djibouti werd in 1977 van Frankrijk onafhankelijk en de rest van het woongebied van de Somaliërs werd onderdeel van de buurlanden Ethiopië (regio Somali (Ogaden)) en Kenia (provincie Kaskazini-Mashariki). In 1977 brak de Ogadenoorlog tussen Somalië en Ethiopië uit, omdat de nog jonge pan-Somalische regering van Siad Barre de door Somaliërs bewoonde gebieden wilden verenigen. Deze oorlog had dramatische gevolgen voor het Somalische leger. Vanaf 1986 woedt er een burgeroorlog in Somalië, die een grote vluchtelingenstroom teweegbracht, het land de-facto uiteen liet vallen en geen of een zwak centraal bestuur zal opleveren.

## Geografische verspreiding
De etnische Somaliërs vormen met 85% tot 94% een meerderheid van de bevolking van Somalië. Traditioneel gezien zijn de Somaliërs nomaden, echter sinds het eind van de twintigste eeuw hebben vele Somaliërs zich in steden gevestigd. De meerderheid van de Somaliërs woont in diverse steden tussen de rivieren de Jubba en Shebelle. Buiten Somalië vindt men de grootste Somalische gemeenschappen in Ethiopië (regio Somali (Ogaden)), Kenia (provincie Kaskazini-Mashariki), Djibouti en Jemen.

### Somalische diaspora
De Somalische Burgeroorlog heeft geleid tot de Somalische diaspora, waardoor Somaliërs naar vooral Noordwest-Europa, het Midden-Oosten en Noord-Amerika trokken en asiel aanvroegen.
In Europa is de verspreiding van de Somaliërs per land lastig te meten, omdat het aantal Somalische gemeenschappen hard gegroeid is. Tijdens de Britse census van 2001 bleken er 43.691 Somaliërs in het Verenigd Koninkrijk geregistreerd te zijn, echter schattingen van 2002 en 2003 gaven cijfers die twee tot vijf keer zo hoog lagen. Ook in Nederland bevindt zich een vrij grote, maar krimpende Somalische gemeenschap (zie Somaliërs in Nederland). Andere Europees-Somalische gemeenschappen bevinden zich in Scandinavische landen.
In de Verenigde Staten bevinden zich ook enkele tienduizenden Somaliërs, met een opvallend hoge concentratie in Minneapolis en Columbus, Ohio. In Canada leeft ook een relatief grote groep Somaliërs (33.725 (2000)).
In het Midden-Oosten bevindt zich de grootste Somalische gemeenschap in Jemen (ruim 800.000) en een relatief grote gemeenschap in Dubai. In Dubai zijn de Somaliërs de grootste Afrikaanse bevolkingsgroep en veel Somalische bedrijven zijn naar Dubai uitgeweken.
| - Ethiopië - 4,6 miljoen - Kenia - 900.000 - Jemen - 900.000 - Djibouti - 464.600 - Canada - 200.000 - Verenigd Koninkrijk - 108.000 - Verenigde Staten - 85.700 |  | - Nederland - 31.237 - Verenigde Arabische Emiraten - 25.000 - Zweden - 21.597 - Saoedi-Arabië - 20.000 - Denemarken - 16.550 - Finland - 9.000 - Australië - 6.403 |

## Clanstructuur

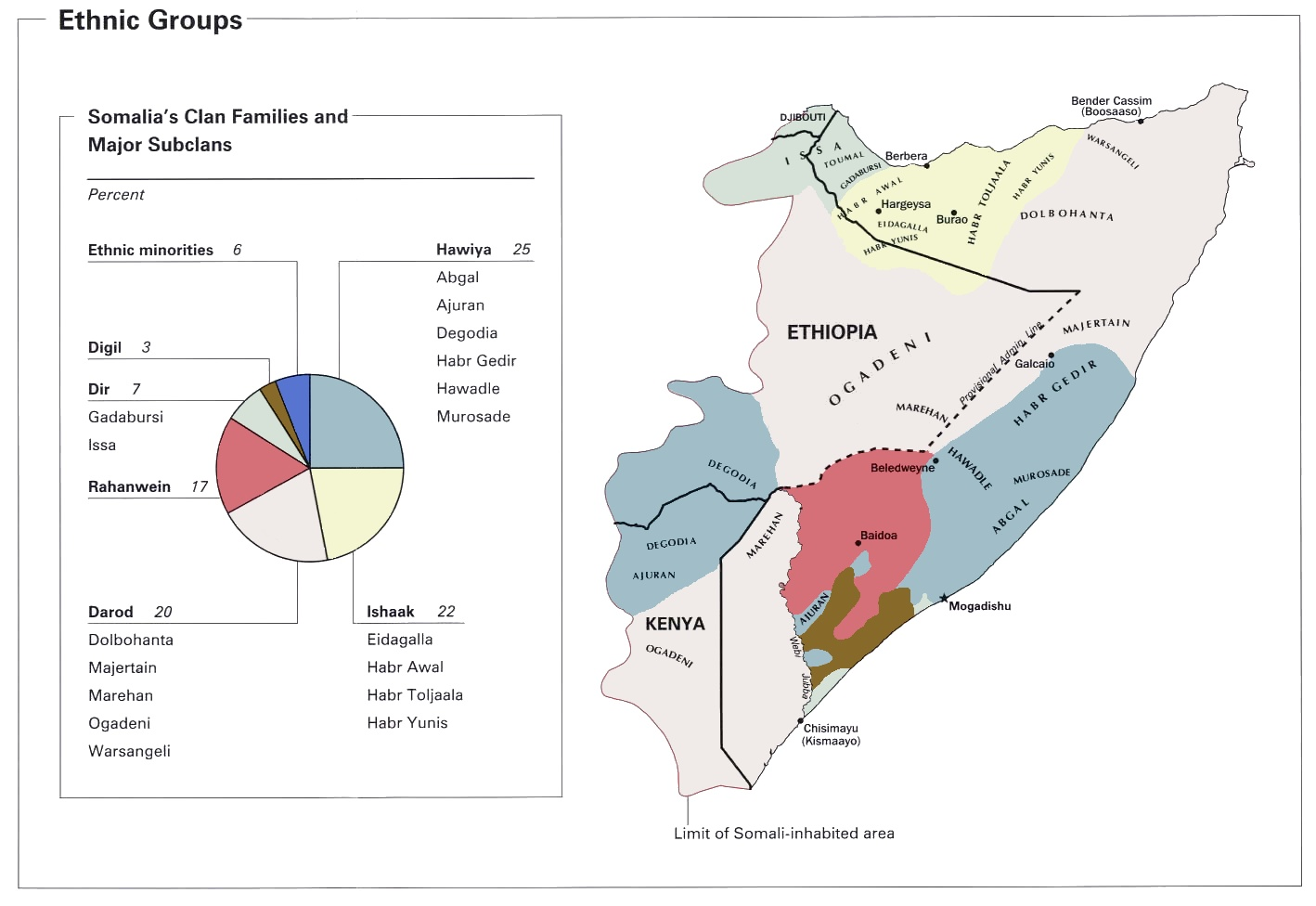
Etnische clans en groepen in het Somalisch taalgebied (CIA, 2002).

De Somaliërs zijn onderverdeeld in een aantal clans en subclans die een grote invloed hebben gehad op de geschiedenis van het land. De belangrijkste clans zijn:
|  | \| \| Rahanweyn (Reewing) \| \| \| \| |
|  |                                       |
|  | Rahanweyn (Reewing)                   |
|  |                                       |

|  | Rahanweyn (Reewing) |
|  |                     |

|  | Darod |
|  |       |

| Irir | \| \| Isaaq (Ishaak) \| \| \| \| \| \| Hawiye \| \| \| \| \| \| Dir \| \| \| \| |
|      | \| \| Isaaq (Ishaak) \| \| \| \| \| \| Hawiye \| \| \| \| \| \| Dir \| \| \| \| |
|      | Isaaq (Ishaak)                                                                  |
|      |                                                                                 |
|      | Hawiye                                                                          |
|      |                                                                                 |
|      | Dir                                                                             |
|      |                                                                                 |

|  | Isaaq (Ishaak) |
|  |                |
|  | Hawiye         |
|  |                |
|  | Dir            |
|  |                |

|  | Darod |
|  |       |

| Irir | \| \| Isaaq (Ishaak) \| \| \| \| \| \| Hawiye \| \| \| \| \| \| Dir \| \| \| \| |
|      | \| \| Isaaq (Ishaak) \| \| \| \| \| \| Hawiye \| \| \| \| \| \| Dir \| \| \| \| |
|      | Isaaq (Ishaak)                                                                  |
|      |                                                                                 |
|      | Hawiye                                                                          |
|      |                                                                                 |
|      | Dir                                                                             |
|      |                                                                                 |

|  | Isaaq (Ishaak) |
|  |                |
|  | Hawiye         |
|  |                |
|  | Dir            |
|  |                |

De belangrijkste hoofdclans zijn de Samale en de Sab. De eersten zijn van oudsher vooral nomaden en beschouwen zichzelf als de oorspronkelijke Somaliërs en leggen dan ook claims op politieke en culturele dominantie. Hun verspreidingsgebied is gelokaliseerd rond gebieden met water en vegetatie waar ze het vee van oudsher lieten grazen. De Sab waren de eersten die zich gingen vestigen in plaatsen en landbouw gingen bedrijven. Bijna alle Sab behoren tot de subclan van de Rahanweyn, die vooral in het zuidwesten van Somalië woont rond de stad Baidoa, tussen de rivieren Juba en Shabelle en gedeeltelijk aan de kust.
De Samale kennen een zeer ingewikkeld clansysteem, waarbij de belangrijkste subclans de Darod en de Irir zijn. De Darod wonen het meest verspreid in een gebied in Noordoost-Kenia, en Zuidwest-Somalië, een groot deel van de nu Ethiopische Ogadenregio en in Puntland. De Irir is onderverdeeld in de subclans Isaaq (in het uiterste noorden van Kenia en de Ethiopische Ogaden ten zuiden van de rivier de Juba en in het centrale deel van Somaliland en het noorden van de Ogaden), Hawiye (kuststreek rond de stad Kismayo en de centrale westkust rond en ten noorden van Mogadishu) en de Dir (noordoostelijk deel van Somaliland, rond en ten noordoosten van de Ethiopische stad Dire Dawa en het zuidoosten van Djibouti).
Door oorlogen en hongersnoden zijn de clangrenzen echter steeds minder strikt geworden. Veel migranten (met name leden van de machtigste clan; afwisselend Darod en Hawiye) hebben zich in de laatste decennia gevestigd in de hoofdstad Mogadishu en de vruchtbare streek tussen de Juba en de Shabelle, in het gebied van de Rahanweyn.

## Cultuur en tradities
De islam en poëzie worden genoemd als de twee belangrijkste invloeden op de Somalische cultuur. Ook de clanstructuur en de nomadische levensstijl zijn belangrijke invloeden.
Naast de clan, worden ook de familiebanden onder de Somaliërs zeer belangrijk gevonden, die ervoor zorgen dat in tijden van nood er een vangnet is. Gearrangeerde huwelijken zijn gewoon in Somalië. In zulke huwelijken is de bruid meestal veel jonger dan de bruidegom. Traditioneel gezien heeft een huwelijk met een familielid van moederskant, maar wel van een andere tak, de voorkeur. Dit gebeurt om zo de familieband te versterken. Dit gebruik is echter niet zo gebruikelijk meer als vroeger. Men hecht veel waarde aan de maagdelijkheid van de bruid. Echtscheidingen zijn in Somalië legaal. Huwelijken uit liefde worden steeds normaler en vormen nu de meerderheid van de huwelijken in Somalië. Het is echter wel zo dat deze keuzes gedaan worden onder invloed van de clan van de huwelijkspartners.

### Vrouwenbesnijdenis
Vrouwenbesnijdenis is een traditie die nog steeds vaak voorkomt onder Somaliërs. Somalië staat ook op de eerste positie wat het percentage vrouwenbesnijdenissen betreft. Negentig tot achtennegentig procent van de vrouwen en meisjes hebben een vorm van vrouwenbesnijdenis ondergaan. Tachtig procent van deze ingrepen in Somalië bestaan uit de meest vergaande en tot verminking leidende vorm van vrouwenbesnijdenis (WHO Type III). Deze vorm komt vooral op het platteland voor.
Deze etnische traditie stamt van voor de tijd dat de islam zijn intrede deed in de Somalische samenleving. Desondanks wordt deze praktijk onder het mom van religie goedgepraat door de aanhangers van vrouwenbesnijdenis. De ingreep vindt plaats wanneer de meisjes de leeftijd van ongeveer vijf jaar hebben bereikt. Deze besnijdenissen vinden gewoonlijk onverdoofd, met een schaar of een ander niet gesteriliseerd voorwerp, plaats. De meisjes die deze risicovolle ingreep overleven, houden van de ingreep meestal hun hele leven complicaties over.

### Muziek en film
De moderne Somalische cultuur bestaat vooral uit muziek. De meeste Somalische muziek gaat over liefde, maar sommige hebben het over het leven van voor de Somalische Burgeroorlog, en andere hebben het over de hereniging van de Somaliërs en het herstel van Somalië.
De Somalische filmindustrie, informeel aangeduid als Somaliwood bevindt zich alleen buiten Somalië, in hoofdzaak in Columbus, in de Amerikaanse staat Ohio.

## Religie

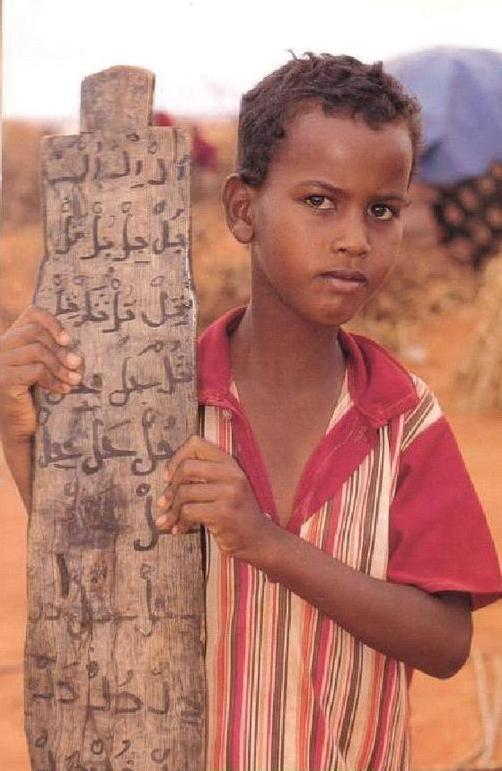
Somalische jongen met een gebedstafel

Een grote meerderheid van de Somaliërs zijn soennitische moslims. Dit in tegenstelling tot hun buren in Ethiopië en Kenia, die in meerderheid christelijk zijn. De islam is voor de Somaliërs belangrijk voor de nationale identiteit. Er bestaan ook nog sporen van voor-islamitische religies in Somalië.
De islam heeft een grote invloed op het dagelijkse leven in Somalië. Buiten de steden zijn de Koranscholen de enige vorm van onderwijs. Vele sociale normen van de Somaliërs hebben ook een religieuze achtergrond. Mannen schudden bijvoorbeeld alleen handen van mannen en vrouwen schudden de handen van vrouwen. Vele Somalische vrouwen bedekken hun hoofd en lichaam met een felgekleurde hijaab wanneer zij zich in het openbaar begeven.
De meeste Somaliërs behoren niet tot een specifieke moskee of stroming en kunnen in elke moskee bidden die ze kunnen vinden. Feesten worden gevierd in de vorm van religieuze festiviteiten, waarvan de twee belangrijkste het Offerfeest en het Suikerfeest zijn. Wanneer men het zich kan veroorloven, wordt er geld aan de armen gegeven.

## Bekende Somaliërs
- Ahmed Silanyo, voormalig president van Somaliland en leider van Somali National Movement (SNM)
- Mo Farah, atleet
- Mohamed Ibrahim Warsame, dichter en songwriter
- Iman Abdulmajid, fotomodel
- Siad Barre, voormalig president van Somalië
- Qaalli Dhegoseyn of sjeik Ali Mohamoud, rechter
- Waris Dirie, fotomodel en voorvechtster van vrouwenrechten
- Mohammed Farrah Aidid, politicus en clanleider
- Ayaan Hirsi Ali, schrijfster en voormalig politica
- Hirsi Magan Isse, geleerde, een van de leidende figuren van de Somalische Burgeroorlog en vader van Ayaan Hirsi Ali
- Sharif Sheikh Ahmed, voormalig president van Somalië en leider van de Unie van Islamitische Rechtbanken
- Muhammad Siad Hersi of Morgan, een van de bekendste krijgsheren
- Abdullahi Yusuf Ahmed, voormalig president van Somalië
- Rageh Omaar, televisienieuwspresentator en schrijver
- K'naan, dichter, rapper en muzikant
- Mukhtar Ali, voetballer